# Gegantons Pippo i Gal·la
Els Gegantons Pippo i Gal·la són dues figures que pertanyen a la colla de Gegants de la Plaça Nova, al Barri Gòtic. Representen un nen i una nena nobles de la muralla romana de Barcelona, amb uns vestits que recorden molt els que porten els seus pares, els gegants Roc i Laia.
La iniciativa de construir les figures va sorgir quan la colla va veure que calia atreure els més petits cap al món geganter. Per això van encarregar el gegantó Pippo (Filippo) a Manel Casserras i Solé, que el va fer a partir del capgròs Patufet, construït per Xavier Jansana anys enrere. El va enllestir l'any 2007, quan s'esqueia el centenari del nan Cu-cut, i fou presentat a la trobada gegantera de les festes de Sant Roc.
El 2011, per celebrar el vint-i-cinquè aniversari de la recuperació d'en Cu-cut, es presentà la gegantona Gal·la, construïda pels membres de l'Associació de Festes de la Plaça Nova. Per les dimensions que té, pot ser portada per geganters i geganteres encara més petits.
En Pippo i la Gal·la, amb les altres figures de la colla, són amfitrions de les festes de la plaça Nova, al voltant del 16 d'agost, festivitat de Sant Roc. Són unes festes que s'han celebrat ininterrompudament des del 1589, sempre amb un pes important de la imatgeria festiva. En aquesta celebració, cada any la colla organitza una trobada de gegants, que compta amb la majoria de figures de la Ciutat Vella.